# Codecademy
Codecademy é um site que possui uma plataforma interativa online e oferece aulas gratuitas de codificação em linguagens de programação como jQuery, Javascript, Python, Ruby, PHP, JAVA bem como as linguagens de marcação, incluindo HTML e CSS. O serviço funciona de maneira que os usuários progridam nas lições, avançando com mais códigos progressivamente na medida que se aprende.
| “ | Programação é parte das linguagens necessárias no século 21. Nós achamos que programar ajuda a pessoa a ter diferentes pontos de vista e a alcançar seus sonhos | ” |

Em janeiro de 2014, o site teve mais de 24 milhões de usuários que completaram mais de 100 milhões de exercícios.. A Codecademy recebeu diversas avaliações positivas de blogs e sites, incluindo o New York Times e a TechCrunch
Cada indivíduo que entra tem seu próprio perfil. Para motivar os usuários a participar, o site oferece feedback e emblemas ao completar exercícios. Há também glossários HTML e CSS disponíveis em cada aula. Além disso, o site permite qualquer pessoa criar e publicar um novo curso usando a ferramenta Criador de Curso.
Codecademy também disponibiliza um fórum onde entusiastas, programadores iniciantes e avançados possam interagir e ajudar uns aos outros. Para alguns cursos existem as chamadas 'sandboxes' onde os usuários podem testar seu código.
Como parte da Semana da Educação da Ciência do Computador, feita em dezembro de 2013, Codecademy lançou seu primeiro aplicativo para iOS, chamado de "Hora do Código", destinado a pessoas que querem aprender a programação de uma forma divertida em qualquer lugar. O aplicativo tem foco no básico da programação e inclui o mesmo conteúdo do site.

## História
Codecademy foi fundado em agosto de 2011 por Zach Sims e Ryan Bubinski... Sims saiu da Universidade Columbia para se concentrar no lançamento de um empreendimento, enquanto Bubinski formou-se em Ciência da Computação e Biofísica na Universidade Columbia A empresa, em outubro de 2011, recebeu US$ 2,5 milhões em financiamento de investidores. Em julho de 2012, a empresa recebe novamente um financiamento de US$ 10 milhões